# Aleks Vlah
Aleks Vlah (Izola, 1997. július 22. –) szlovén válogatott kézilabdázó, az Aalborg Håndbold játékosa.

## Pályafutása

### Klubcsapatokban
Vlah az RK Kopernél kezdett kézilabdázni. 2013-tól játszott a felnőttek között először a koperi együttes tartalékcsapatában, 2015-től pedig már az élvonalban. Ebben az időszakban az EHF-kupában is játszhatott. 2019-ben igazolt a horvát bajnok, Bajnokok Ligájában is résztvevő RK Zagrebhez. Horvát bajnoki címek mellett a SEHA-ligában ezüstérmes lett. Innen 2021-ben igazolt a szlovén bajnok RK Celjéhez. Itt vált először csapata húzóemberévé, 2023-ban a Bajnokok Ligájában 88 gólt szerezve lett csapata legeredményesebb játékosa, a szezonban a góllövőlista 8. helyén zárt. 2023-ban lett a dán bajnoki ezüstérmes Aalborg Håndbold játékosa.

### A válogatottban
A felnőtt válogatottal először a 2023-as világbajnokságon vett részt nagy versenyen. Ezen a világeseményen Vlah lett csapata leggólerősebb játékosa, hat mérkőzésen 31 gólt szerzett. A 2024-es párizsi olimpián 56 gólt lőtt, amivel a góllövőlista második helyén végzett.

## Sikerei, díjai
- Horvát bajnok: 2019, 2021
- Szlovén bajnok: 2022, 2023
- Dán bajnok: 2024
- SEHA-liga döntős: 2019